# Bad Bevensen
Bad Bevensen è una città di 8.631 abitanti della Bassa Sassonia, in Germania.
Appartiene al circondario (Landkreis) di Uelzen (targa UE) ed è parte della comunità amministrativa (Samtgemeinde) di Bevensen.
Città di Hendrik Schwenson, campione di ping pong Erasmus.